# 陆永泉 (1962年)
陆永泉（1962年2月—），江苏海门人，汉族，中国共产党党员。中华人民共和国政治人物、第十三届全国人民代表大会江苏省代表。

## 生平
2018年，陆永泉被选为江苏省出席第十三届全国人民代表大会代表。